# Ivan Ohlídal
Ivan Ohlídal (* 25. dubna 1945 Březolupy) je český fyzik, vysokoškolský profesor a politik ČSSD. V letech 2006 až 2013 poslanec Poslanecké sněmovny PČR, v letech 2000 až 2004 zastupitel Jihomoravského kraje a v letech 1998 až 2018 zastupitel města Veselí nad Moravou.

## Biografie
Absolvoval Střední všeobecně vzdělávací školu ve Veselí nad Moravou, pak vystudoval fyziku na Univerzitě Jana Evangelisty Purkyně v Brně (nynější Masarykova univerzita). Roku 1988 získal titul DrSc. v oboru kvantová elektronika a optika na základě dizertační práce „Optické vlastnosti reálných tenkých vrstev a jejich analýza“. Profesorem byl jmenován roku 1998, působil jako pedagog na Masarykově univerzitě v Brně. Od roku 2000 působí na Katedře fyzikální elektroniky Přírodovědecké fakulty Masarykovy univerzity. Publikoval okolo 150 vědeckých prací, věnuje se zejména elipsometrii.
Členem ČSSD se stal roku 1997. V komunálních volbách roku 1998, komunálních volbách roku 2002, komunálních volbách roku 2006 a komunálních volbách roku 2010 byl zvolen do zastupitelstva města Veselí nad Moravou za ČSSD. Profesně se uvádí jako vysokoškolský učitel. V krajských volbách roku 2000 byl rovněž zvolen do Zastupitelstva Jihomoravského kraje za ČSSD.
Ve volbách v roce 2006 byl zvolen do poslanecké sněmovny za ČSSD (volební obvod Jihomoravský kraj). Angažoval se ve výboru pro vědu, vzdělání, kulturu, mládež a tělovýchovu. Poslanecký mandát obhájil i ve volbách roku 2010 a byl místopředsedou Výboru pro vědu, vzdělání, kulturu, mládež a tělovýchovu. Ve volbách roku 2013 se však již do Poslanecké sněmovny PČR nedostal, skončil jako druhý náhradník.
Od března 2014 působil v týmu poradců premiéra Bohuslava Sobotky jako poradce pro oblast sociálních věcí, vědy a výzkumu, školství, zdravotnictví a rovných příležitostí. V komunálních volbách v roce 2014 obhajoval za ČSSD post zastupitele města Veselí nad Moravou, ale neuspěl a skončil jako první náhradník. Nicméně ještě v říjnu 2014 rezignoval na mandát jeho stranický kolega Karel Lukeš a jako první náhradník Ohlídal v zastupitelstvu nakonec usedl. Také ve volbách v roce 2018 obhajoval mandát a opět neuspěl a skončil jako první náhradník. Tentokrát se však již svého mandátu žádný jeho stranický kolega nevzdal.